# ビーテックインターナショナル
BTEC International（ビーテックインターナショナル）は東京都世田谷区に本社を置く警備会社。1996年9月24日に設立。代表取締役は柿崎裕治。関連会社は株式会社カートプロモーション、株式会社カートエンターテイメント。
身辺警護を主要業務としている警備会社で、その他にも施設警備やイベント警備などを行う総合警備サービスの会社。

## 歴史
1989年にマーシャルアーツ警備保障（現：ビーテックインターナショナル）として創業。創業者は柿崎裕治（現会長）。1996年に社名変更とともに株式会社ビーテックインターナショナルを設立する。創業当時は日本初のボディーガードを行う民間の警備会社としてメディアなどに注目された。その後、現在に至るまで、来日する外国要人やハリウッドスターなど数多くの身辺警護実績を保有している。

## 役員
- 代表取締役　柿崎裕治
- 取締役社長　南安広（元防衛省）
- 専務取締役　古谷謙一（元神奈川県警察）
- 専務取締役　昆野賢一(元警視庁）
- 常務取締役　森本和潔
- 取締役　　　柳澤昌宏（元警視庁SP）
- 取締役　　　大竹祥大（元大手ディベロッパー危機管理対策）